# Underground Chamber
Underground Chamber es el trigesimosegundo álbum de estudio del guitarrista estadounidense Buckethead, 
publicado el 17 de agosto de 2011 por el sello discográfico Bucketheadland, y el cuarto disco de la serie Buckethead Pikes Series.
El álbum fue lanzado junto a otros dos, el primero fue  3 Foot Clearance  (reeditado en 2010), y  Look Up There.
El disco consta de una única pista ininterrumpida. Según el sitio web Buckethead Pikes:

Es la documentación del descubrimiento y la exploración de la sección subterránea de Buckethead

En octubre de 2011, el álbum fue lanzado en iTunes pero en vez de una pista ininterrumpida, el álbum está dividido en 10 pistas.

## Lista de canciones
Versión CD
| N.º | Título                | Duración |  |
| 1.  | «Underground Chamber» | 30:43    |  |

Versión de iTunes
| N.º | Título                        | Duración |  |
| 1.  | «Underground Chamber Part 1»  | 2:13     |  |
| 2.  | «Underground Chamber Part 2»  | 2:33     |  |
| 3.  | «Underground Chamber Part 3»  | 3:31     |  |
| 4.  | «Underground Chamber Part 4»  | 3:25     |  |
| 5.  | «Underground Chamber Part 5»  | 2:28     |  |
| 6.  | «Underground Chamber Part 6»  | 2:50     |  |
| 7.  | «Underground Chamber Part 7»  | 1:41     |  |
| 8.  | «Underground Chamber Part 8»  | 2:42     |  |
| 9.  | «Underground Chamber Part 9»  | 4:27     |  |
| 10. | «Underground Chamber Part 10» | 4:51     |  |

## Personal
- Buckethead - guitarra, productor.
- Dan Monti - bajo, remezclas y productor.
- Psticks - ilustraciones.
- Brewer - programación y remezclas.
- La segunda edición tuvo una tapa diferente. Una pequeña imagen de las cubiertas delantera y trasera de la funda están en la segunda edición.